# Hüneburg (Elsass)
Die Hüneburg (auch Hünenburg, Château de Hunebourg) liegt im Nordwesten von Dossenheim-sur-Zinsel (deutsch: Dossenheim) im französischen Département Bas-Rhin auf einem 425 Meter hohen Sandsteinfelsen. Die Felsenburg ist vom Tal der Südlichen Zinsel her zugänglich.

## Geschichte

### Mittelalter
Die Burg war ursprünglich ganz oder zur Hälfte Reichsgut, aber auch der Bischof von Straßburg besaß hier Rechte, ebenso die Kurpfalz.
Die wahrscheinlich aus einer Nebenlinie der Grafen von Dagsburg-Metz stammenden Grafen von Hüneburg werden 1125 in Dokumenten erwähnt, die die Existenz der Burg und der beiden ersten Grafen Theoderic und Folmar belegen. Diese Familie starb am Ende des 12. Jahrhunderts aus. Die Burg befand sich in der Folgezeit im Besitz eines Rittergeschlechtes, das sich ebenfalls nach der Burg „von Hüneburg“ nannte. Diese Familie, die die Burg in der Folgezeit bewohnte, übte auch die Schirmherrschaft über das Kloster Neuwiller und das Kloster Honau aus. Das bekannteste Mitglied der Familie war Konrad von Hüneburg, Bischof von Straßburg in der Zeit von 1190 bis 1202.
Ende des 13. Jahrhunderts war der Besitz an der Burg zwischen der ritterlichen Familie derer von Hüneburg und den Herren von Lichtenberg geteilt. 1288 kaufte Johann I. von Lichtenberg dem Walter von Hüneburg dessen Anteil ab und trug ihn ihm dann als Lehen auf. Dadurch wurde die Burg Bestandteil des Lichtenberger Territoriums. Die Herren von Lichtenberg ordneten die Burg ihrem Amt Buchsweiler zu. 1335 wurde eine Landesteilung zwischen der mittleren und der jüngeren Linie des Hauses Lichtenberg durchgeführt. Die Burg fiel dabei an Ludwig III. von Lichtenberg, der die jüngere Linie des Hauses begründete. Dies war auch Anlass für eine neue interne Organisation der Herrschaft Lichtenberg: Das Amt Ingweiler wurde aus dem Amt Buchsweiler ausgegliedert. Die Hüneburg kam dabei zum Amt Ingweiler. 1466 wurde das der Kurpfalz zustehende ¼ an der Burg den Herren von Lichtenberg als Lehen aufgetragen.
Zum baulichen Zustand der Burg gibt es seit Mitte des 15. Jahrhunderts keine verlässlichen Quellen. Es wird vermutet, dass sie zunehmend verfiel und nicht mehr bewohnt war.

### Frühe Neuzeit
Nach dem Tod des letzten Lichtenbergers, Graf Jakob, wurde die Herrschaft unter den Erben geteilt und das Amt Ingweiler fiel zunächst an Zweibrücken-Bitsch. Allerdings kam es 1570 zu einem weiteren Erbfall, der das Amt Ingweiler, und damit auch die Hüneburg, zur Grafschaft Hanau-Lichtenberg brachte. Während der Zeit, als das Amt Neuweiler aus dem Amt Ingweiler ausgegliedert war, gehörte die Hüneburg zum Amt Neuweiler.
Durch die Reunionspolitik Frankreichs fielen um 1680 die im Elsass gelegenen Teile der Grafschaft Hanau-Lichtenberg unter die Oberhoheit Frankreichs, so auch das Amt Ingweiler und die Hüneburg.
1736 starb mit Graf Johann Reinhard III. der letzte männliche Vertreter des Hauses Hanau. Aufgrund der Ehe seiner einzigen Tochter, Charlotte (* 1700; † 1726), mit dem Erbprinzen Ludwig (VIII.) (* 1691; † 1768) von Hessen-Darmstadt fiel die Grafschaft Hanau-Lichtenberg nach dort. Als Folge der Französischen Revolution fiel dann der linksrheinische Teil der Grafschaft Hanau-Lichtenberg – und damit auch Hüneburg – an Frankreich.

### 19. Jahrhundert
Die Ruine wurde während der Französischen Revolution beschlagnahmt, als Nationalgut verkauft und 1809 von dem napoleonischen General Henri-Jacques-Guillaume Clarke erworben, der am 24. April 1808 zum Grafen von Hüneburg (Comte d’Hunebourg) erhoben worden war. Er ließ den mittelalterlichen Bergfried abreißen, um Platz und Material für neue Bauvorhaben zu schaffen. Er hielt sich jedoch nur sehr selten auf der Hüneburg auf. Der Besitz wurde in einen Park mit Jagdhütte umgebaut. Nach dem Tod des Generals 1818 wurde die Hüneburg von dessen Erben verkauft und war von 1823 bis 1932 im Besitz der Familie Feyler aus Neuwiller-lès-Saverne.

### 20. Jahrhundert

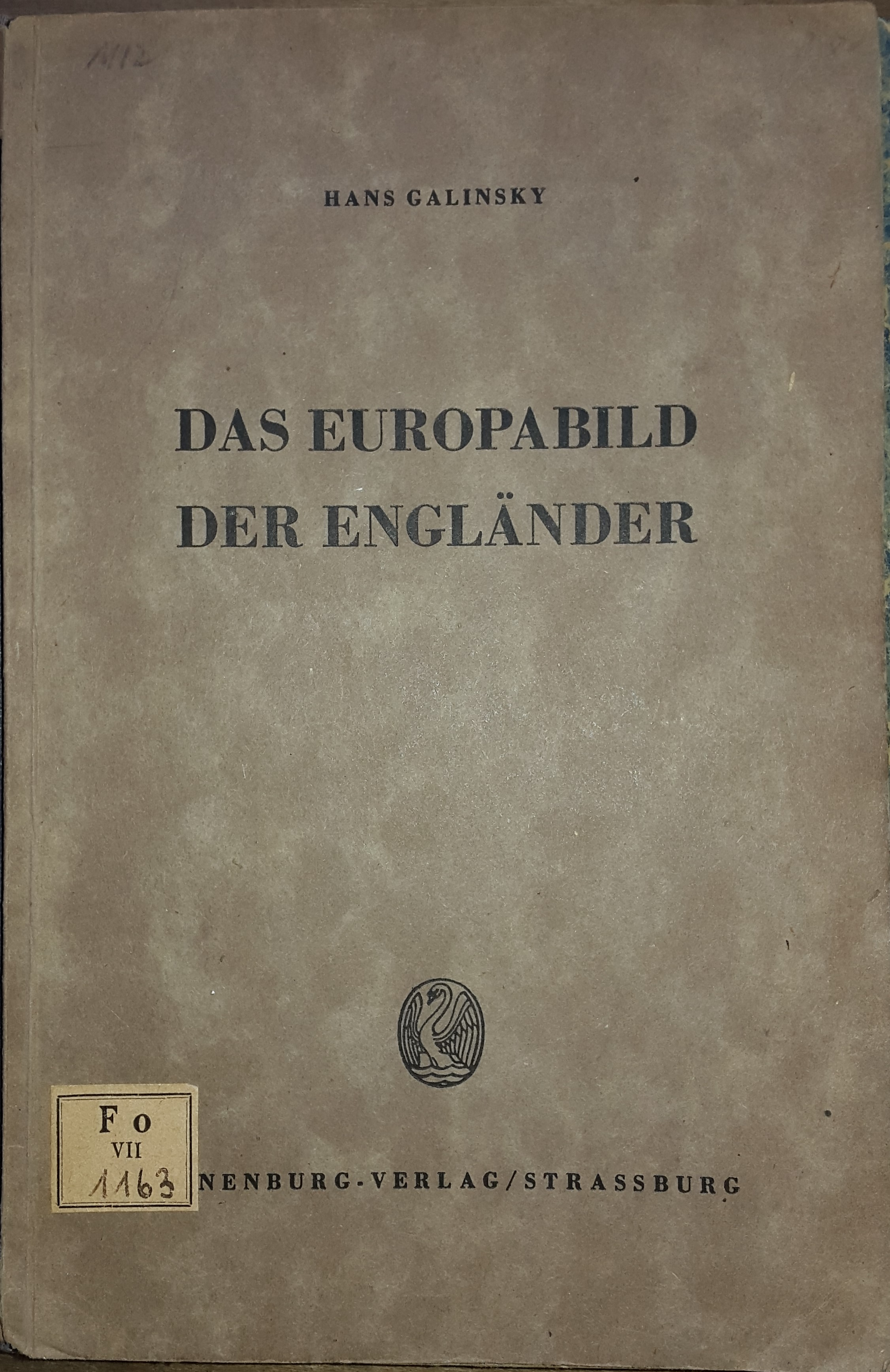
Spieser benannte seinen Verlag als Hünenburg-Verlag (hier 1942)

Ende der 1920er Jahre war der elsässische Autonomist Friedrich Spieser bei einer Wanderung auf die Ruine der Hüneburg gestoßen, die ihn sehr anzog. Anfang der 1930er Jahre versuchte Spieser sie mit den finanziellen Mitteln seiner Frau zu erwerben, aber sie konnten angeblich ihre Mittel nicht aus Deutschland ausführen. Daher sprang der Hamburger Kaufmann Alfred Toepfer mit seiner Stiftung F.V.S. (heute: Alfred Toepfer Stiftung F. V. S.) ein. Er traf sich mehrfach mit Spieser und lieh ihm den Betrag von 60.000 französischen Franc für den Erwerb des Grundstücks, der am 17. September 1932 vonstattenging. Beim Ausbau der Ruine fand er weitere Geldgeber, so den Volksbund für das Deutschtum im Ausland und baute die Hüneburg 1934 bis 1935 aus, erschwert durch Schikanen der französischen Behörden. Diese konnte Spieser etwas neutralisieren, indem er auf der Hüneburg eine Wanderherberge einrichtete, die dem offiziellen französischen Jugendherbergsverband (L.F.A.J.) angeschlossen wurde.
Spieser ließ ab 1934 durch Karl Erich Loebell, einen Architekten aus der Stuttgarter Schule und Schüler Paul Schmitthenners, neue Wohngebäude und einen Bergfried in neuromanischem Stil errichten. Loebell wurde während der NS-Zeit durch die Nürnberger Gesetze als „Halbjude“ diskriminiert. Spieser besorgte für Loebell nach der Besetzung des Elsass durch deutsche Truppen und Sicherheitsorgane im Juni 1940 eine Sondergenehmigung von Gustav Adolf Scheel, dem Befehlshaber der Sicherheitspolizei und des SD im Elsass, die es Loebell ermöglichte, an dem Projekt weiter zu arbeiten und ihn vor Verfolgung schützte.
In seiner autobiographischen Erzählung „Tausend Brücken“ schildert Spieser die Prinzipien der Rekonstruktion: Verpflichtung gegenüber der Geschichte, Naturverbundenheit, Schlichtheit und Sachlichkeit in der Ausstattung, Authentizität der Materialien, Orientierung an deutscher Bautradition. In die Burganlage integriert war eine „Wanderherberge“ (Jugendherberge). Der neue Bergfried wurde auf dem kleinen, vom Vorburgplateau durch eine von einem Bogen überbrückte Kluft getrennten Felsen der alten Kernburg gebaut, im Gegensatz zu seinem mittelalterlichen Vorläufer nicht übereck in Frontstellung zur Vorburg, sondern ans andere Ende des Felsens gerückt. Als „Friedens-Turm“ war er „dem unbekanntesten Soldaten des Weltkriegs 1914–18 / den Elsass-Lothringer Gefallenen / und allen toten Kämpfern der Heimat“ gewidmet. Auf der Burg fanden Treffen von autonomistischen elsässischen Vereinen (Erwinsbund, Jungmannschaft) und von Spieser organisierte Volkslied- und Volkstanz-Veranstaltungen statt. Die frankreichfreundliche Presse des Elsass griff die wiederaufgebaute Burg in den politischen Auseinandersetzungen der Vorkriegszeit deshalb als ein „Bollwerk des Deutschtums“ an.
Bei Beginn des Zweiten Weltkriegs wurde die Burg von den französischen Behörden beschlagnahmt. Nach der Besetzung des Elsass durch die deutschen Truppen kehrte Spieser auf die Burg zurück. Auf Veranlassung des badischen Gauleiters und Chefs der Zivilverwaltung im Elsass Robert Wagner wurde die Leiche des 1940 hingerichteten autonomistischen Politikers Karl Roos aus Nancy überführt und am 19. Juni 1941 auf der Burg mit militärischen Ehren beigesetzt. Die Hüneburg wurde in den nächsten Jahren zu einem obligatorischen Wallfahrtsort für die Schüler des deutsch besetzten Elsass-Lothringen.
Nach der Befreiung Frankreichs und der Rückeroberung des Elsass durch die alliierten Truppen soll der Sarkophag von französischen Truppen in den Burggraben gestürzt worden sein. Wo die sterblichen Überreste von Roos blieben, ist nicht bekannt. Die Burg wurde von den französischen Behörden erneut beschlagnahmt und zwangsversteigert. Die Société mutualiste du personnel de l’Enregistrement erwarb das Anwesen und machte daraus ein Ferienheim für ihre Mitglieder. Bis 2018 beherbergte die Hüneburg ein Hotel. Heute wird sie privat genutzt.